# Khalid Abdul Muhammad
Khalid Abdul Muhammad, eigentlich Harold Moore Jr., (* 12. Januar 1948 in Houston, Texas; † 15. Februar 2001 in Atlanta, Georgia) war ein US-amerikanischer Muslimführer afroamerikanischer Abstammung, der mit hasserfüllten Reden gegen Juden, Weiße und Homosexuelle für Aufmerksamkeit gesorgt hatte.

## Leben
1970 trat er der Nation of Islam bei, die als wichtigste schwarze Muslimorganisation gilt. Dort machte er Karriere, nahm sehr bald wichtige Posten ein und fungierte als persönlicher Assistent von Louis Farrakhan. 1993 kam es zum Bruch mit Farrakhan. Anschließend trug Muhammad maßgeblich dazu bei, die „New Black Panther Party“ zu gründen.